# Werner von Fritsch

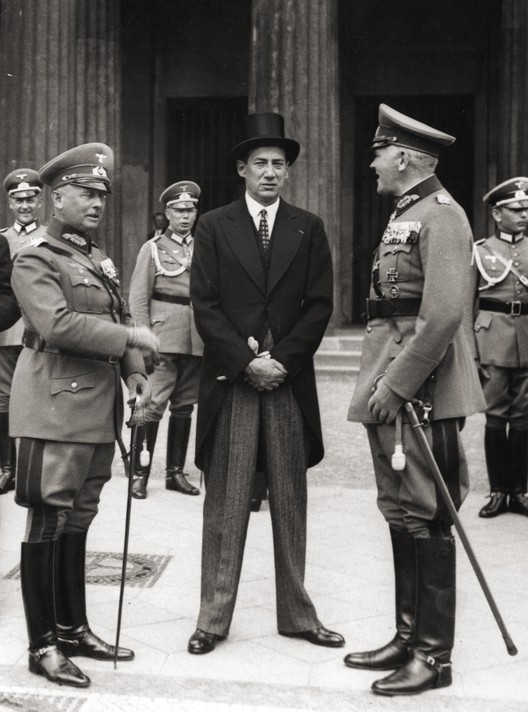
Werner Fritsch, Józef Beck i Werner von Blomberg, Berlin, lipiec 1935

Werner Freiherr von Fritsch (ur. 4 sierpnia 1880 w Benrath, zm. 22 września 1939 w Warszawie) – niemiecki wojskowy, generał pułkownik, naczelny dowódca wojsk lądowych (1934–1938) i przeciwnik polityczny nazistów usunięty przez nich po fałszywych oskarżeniach o homoseksualizm. Poległ w kampanii wrześniowej jako drugi po Roettigu niemiecki generał w II wojnie światowej, zarazem pierwszy z regularnej armii i jeden z najwyższych stopniem oficerów w całym konflikcie. Uczestnik I wojny światowej.

## Życiorys

### Młodość
Fritsch urodził się w Benrath (obecnie dzielnica Düsseldorfu) w Nadrenii. Wstąpił do wojska w wieku 18 lat. Zwrócił na siebie uwagę niemieckiego Sztabu Generalnego swoimi nieprzeciętnymi zdolnościami wojskowymi. W roku 1901, w wieku 21 lat, przeniósł się do Akademii Wojennej (Kriegsakademie). W stopniu porucznika został w 1911 roku przyjęty do Sztabu Generalnego. W okresie I wojny światowej, w latach 1914–1918, stopniowo zyskiwał wpływy w armii. Za zasługi oraz ranę głowy odniesioną podczas wizytacji linii frontu, otrzymał Krzyż Żelazny oraz odznakę za poważną ranę.

### Okres międzywojenny
Po I wojnie światowej Fritsch służył w Reichswehrze. W roku 1932 został awansowany do stopnia generała porucznika. Po dojściu do władzy narodowych socjalistów w 1933 roku Fritsch był przeciwny uskutecznianemu przez nich bezprawiu oraz brakowi poszanowania dla praw obywatelskich. Nie odważył się jednak otwarcie skrytykować nowej władzy. Martwił się, że Adolf Hitler doprowadzi do wojny ze Związkiem Radzieckim i dlatego popierał kontakty polityków lewicowych z tym państwem.
W 1934 roku Fritsch został włączony do Naczelnego Dowództwa Wojsk Lądowych (Oberkommando des Heeres), jeszcze w tym roku awansowano go na naczelnego dowódcę wojsk lądowych. Razem z Wernerem von Blombergiem dążył do odbudowy armii do stanu sprzed I wojny światowej. W roku 1936, gdy Blomberg został feldmarszałkiem, Fritscha podniesiono do zwolnionej przez tego pierwszego rangi generała pułkownika (Generaloberst).
W 1937 roku uczestniczył w tzw. konferencji Hossbacha, w czasie której Adolf Hitler ujawnił swoje ofensywne plany ekspansji. Generała Fritscha przeraziła perspektywa wojny, gdyż twierdził, że armia nie jest na nią jeszcze gotowa.

### Afera Blomberga-Fritscha
Heinrich Himmler oraz Hermann Göring, ośmieleni rezygnacją Blomberga, oskarżyli nieżonatego Fritscha, który nie interesował się kobietami i koncentrował się na karierze wojskowej, o skłonności homoseksualne. 4 lutego 1938 roku został zmuszony do dymisji. Zastąpił go Walther von Brauchitsch, którego Fritsch osobiście zarekomendował.
Hitler wykorzystał sytuację zamieszania do zastąpienia kilku generałów oraz ministrów osobami bardziej lojalnymi względem niego. W ten sposób przejął kontrolę nad Wehrmachtem. Wkrótce okazało się, że oskarżenia wobec Fritscha były bezpodstawne, a honorowy sąd oficerów przebadał sprawę Blomberga-Fritscha, chociaż była ona prowadzona przez samego Göringa. Po udanym Anschlussie Austrii 12 marca 1938 roku ucichła wszelka krytyka Hitlera, Göringa oraz Himmlera. Fritsch został oczyszczony z zarzutów 18 marca, jednak jego wizerunek pozostał nadszarpnięty.

### II wojna światowa
Tuż przed wybuchem II wojny światowej Fritscha przywrócono do Naczelnego Dowództwa. Postanowił on osobiście nadzorować działania na froncie w trakcie inwazji na Polskę, obejmując honorowe stanowisko szefa 12 Pułku Artylerii, co było nietypowym zadaniem dla wojskowych w randze generała. Podczas oblężenia Warszawy 22 września 1939 roku, na Zaciszu, w wyniku polskiego ostrzału, Fritsch doznał uszkodzenia tętnicy udowej. William Shirer w swoim Pamiętniku Berlińskim (Berlin Diary) napisał, że rana odniesiona przez Fritscha nie była śmiertelna. Jego adiutant starał się zatamować krwotok i usunąć generała z pola bitwy. Jednak wtedy Fritsch zdjął swój monokl, popatrzył na niego i rzekł: „Ach, nie przejmuj się!”. Wkrótce potem wykrwawił się na śmierć. W sprawie jego śmierci przeprowadzono śledztwo. Wielu badaczy uważa, że Fritsch oczekiwał i poszukiwał śmierci. Kilka dni później w Berlinie odbył się jego uroczysty pogrzeb.

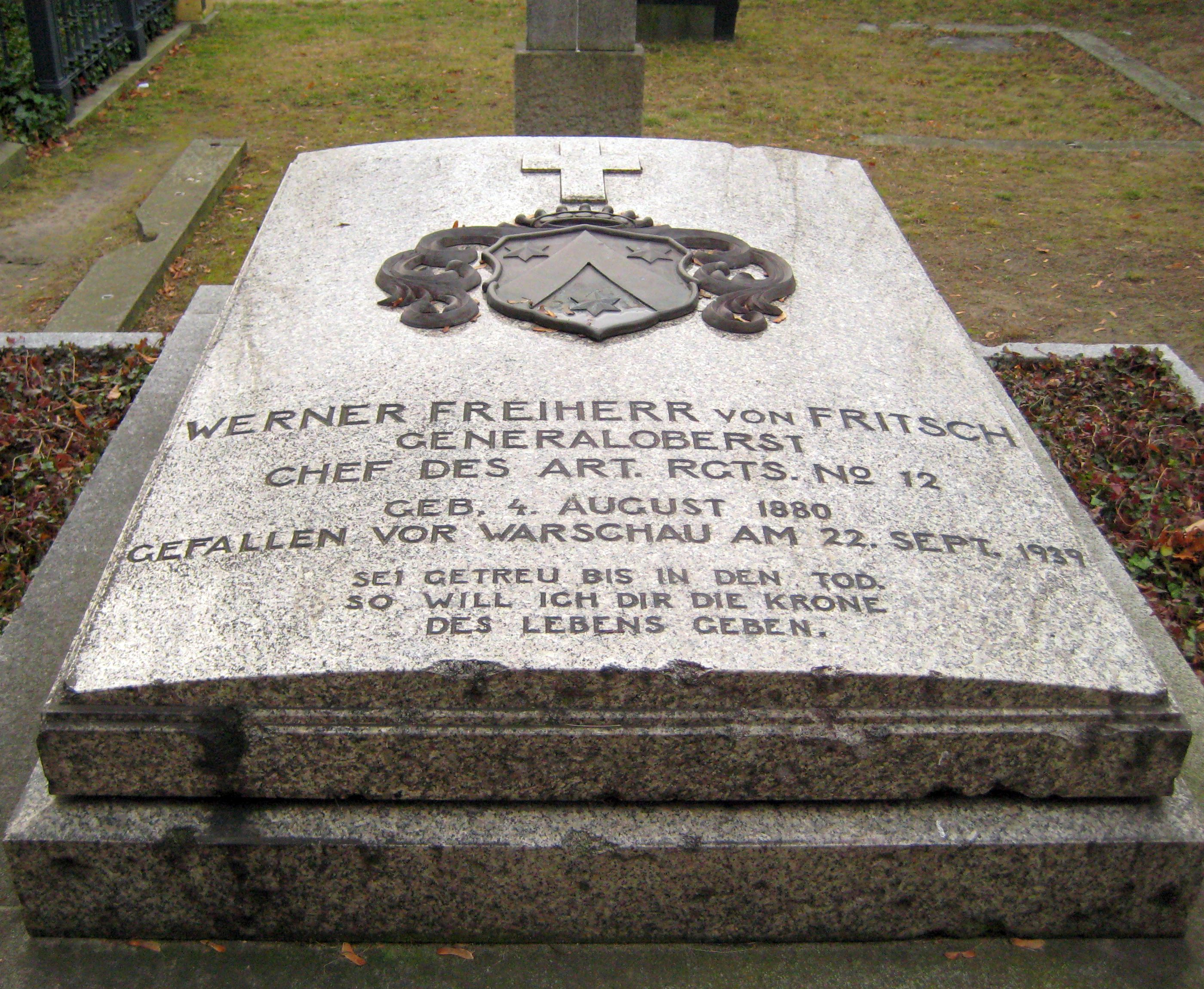
Grób Fritscha na cmentarzu Inwalidów w Berlinie

### Dziedzictwo
Na cześć zmarłego generała Fritscha koszary w Darmstadt noszą jego imię. Połączono je następnie z sąsiednimi koszarami Cambrai. Fuzji dokonano po wkroczeniu wojsk amerykańskich do Darmstadtu w roku 1945. Zgodnie z amerykańsko-niemiecką umową koszary Cambrai-Fritsch miały zostać zwrócone rządowi niemieckiemu do marca 2009 roku, a zostały przekazane 6 sierpnia 2008.

### Odniesienia w kulturze
Kulisy afery Blomberga-Fritscha, której jedną z głównych ofiar był m.in. Fritsch, stały się kanwą powieści Hansa Hellmuta Kirsta pod tytułem Afery generałów.

## Inne informacje
Bratankiem generała jest były ambasador Niemiec w Polsce (2010−2014) Rüdiger von Fritsch.

## Odznaczneia
Odznaczneia gen. von Fritsch to między innymi:
- Order Orła Czerwonego IV klasy
- Kawaler Orderu Hohenzollernów z mieczami na wstędze wojennej
- Krzyż Żelazny I klasy
- Czarna Odznaka za Rany
- Odznaka za Służbę Wojskową
- Oficer IV klasy Orderu Zasługi Wojskowej z mieczami i koroną (Bawaria)
- Kawaler I klasy Orderu Fryderyka (Wirtembergia)
- Kawaler II klasy Orderu Zasługi Filipa Wspaniałomyślnego (Hesja)
- Hamburski Krzyż Hanzeatycki (Hamburg)
- Krzyż Zasługi Wojskowej III klasy z dekoracją wojenną (Austro-Węgry)
- Medal Wojenny (Imperium Osmańskie)